# Аратинга сокорський
Арати́нга сокорський (Psittacara brevipes) — вид папугоподібних птахів родини папугових (Psittacidae). Ендемік Мексики. Раніше вважався підвидом зеленого аратинги, однак був визнаний окремим видом.

## Опис
Довжина птаха становить 31-34 см. Довжина хвоста становить 136-155 мм, довжина крила 162-174 г. Забарвлення переважно зелене, груди і живіт жовтувато-зелені. У деяких особин на голові можна побачити кілька червоних пер. Нижні покривні пера крил тьмяно-зелені, нижня сторона махових пер і хвоста оливково-жовті. Десяте махове перо коротше за сьоме, тоді як у зелених аратинг навпаки. Райдужки оранжево-червоні, навколо очей червонувато-сірі кільця голої шкіри. Дзьоб роговий, на кінчику з боків чорний. Лапи тілесно-сірого кольору. Виду не притаманний статевий диморфізм.

## Поширення і екологія
Сокорські аратинги є ендеміками острова Сокорро в архіпелазі Ревільяхіхедо, розташованого в Тихому океані на захід від Мексики. Вони живуть в сухих тропічних лісах, на висоті понад 500 м над рівнем моря. Трапляються на плантаціях та на полях. Вранці і ввечері зустрічаються згрями до 40 птахів, іноді до 100 птахів, вдень зустрічаються невеликими групами до 6 птахів. Живляться насінням, плодами (переважно Sideroxylon socorrense, Guettarda, Ilex, Psidium, також Opuntia і Ficus), ягодами і горіхами. Сезон розмноження триває з жовтня по січень. Сокорські аратинги гніздяться в дуплах дерев, на висоті від 2 до 8 м над землею, зазвичай в дуплах Sideroxylon socorrense. 

## Збереження
МСОП класифікує сокорського аратинги як підвид зеленого аратинги, однак загалом цей вид можна класифікувати як такий, що перебуває під загрозою зникнення. За оцінками дослідників, популяція сокорських аратинг становить приблизно 300 птахів. Їм загрожує знищення природного середовища.